# 马努恰尔·克维克利亚
马努恰尔·克维克维亚（Manuchar Kvirkelia，1978年10月12日—），格鲁吉亚摔跤运动员。曾参加2004年雅典奥运和2008年北京奥运，其中在2008年北京奥运期间收获了男子古典式74公斤级项目的金牌。